# Fortune Playhouse

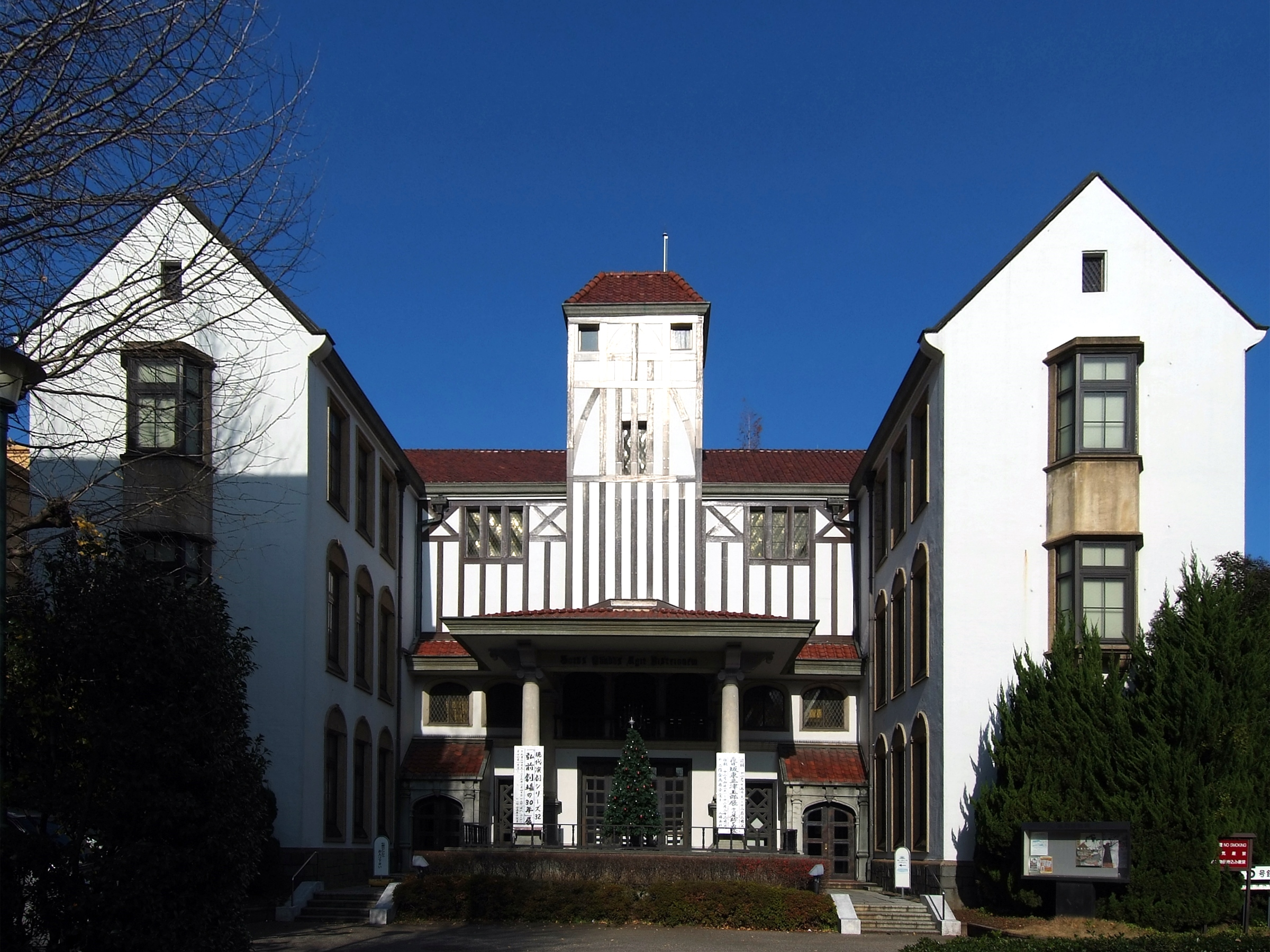
Das 1928 nach dem Vorbild des Fortune Theatre erbaute Tsubouchi Memorial Theatre Museum der Waseda-Universität in Tokio

Das Fortune Playhouse oder Fortune Theatre war ein Theater in London. Es bestand von 1600 bis 1642 (stark eingeschränkt noch bis 1661).
Seit 1924 gibt es im Londoner West End ein Theater gleichen Namens (Fortune Theatre).

## Geschichte

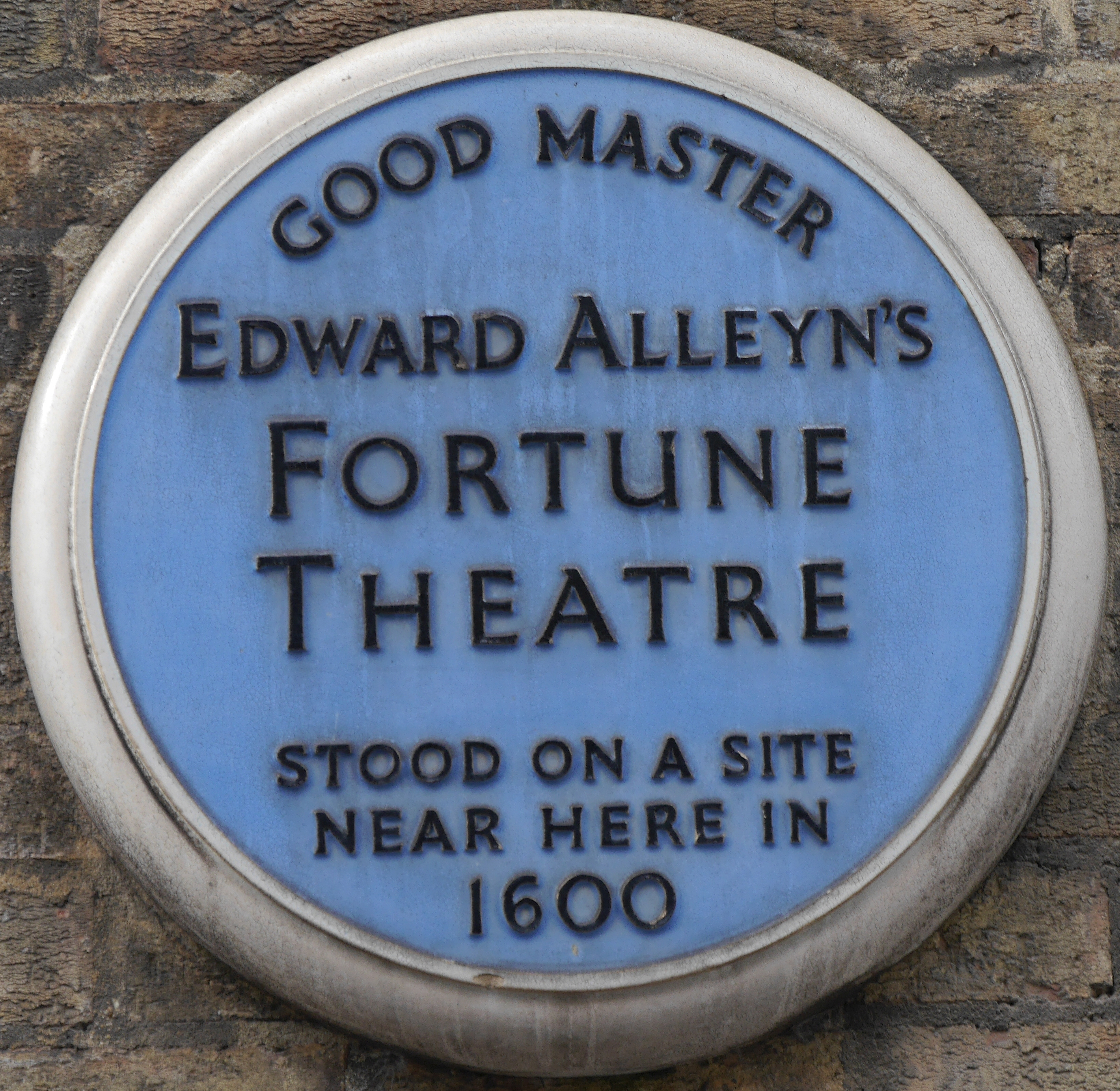
Gedenktafel nahe dem früheren Standort des Fortune Theatre

An der Schwelle zum 17. Jahrhundert erhielt der Bauunternehmer Peter Street vom Impresario Philip Henslowe, welcher bereits erfolgreich das The Rose in Southwark führte, und dessen Schwiegersohn und berühmtesten Schauspieler seiner Zeit, Edward Alleyn, den Auftrag, im Norden Londons ein neues Theaterhaus zu errichten. Es sollte in Konkurrenz zu dem bekannten Globe Theatre, welches sich ebenfalls in Southwark befand, treten. Als Preis wurden 520 Pfund vereinbart.
Seinen Namen erhielt das Theater nach der römischen Göttin Fortuna, deren Statue auch den Vordereingang schmückte.

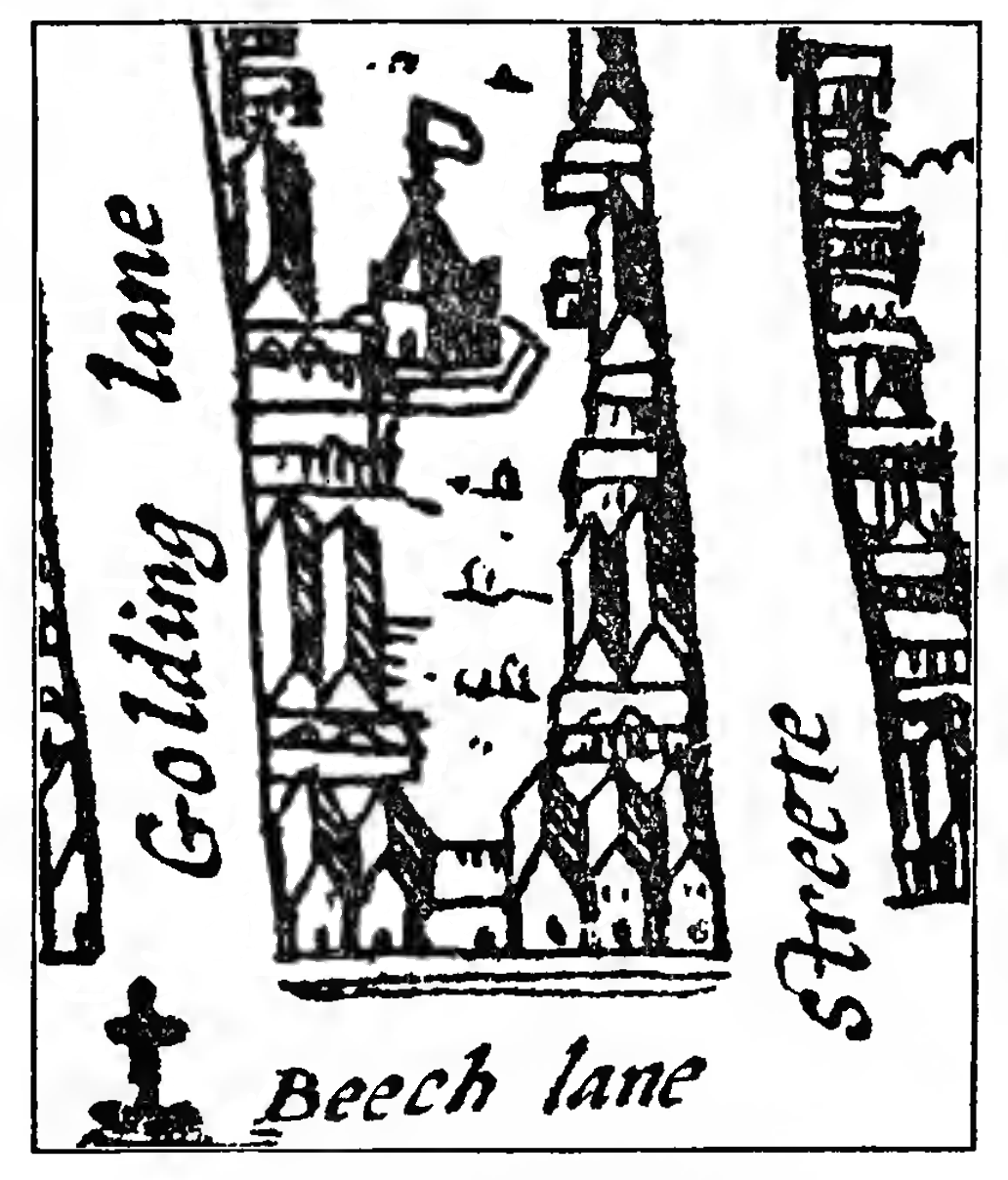
Zeichnung des ursprünglichen Fortune Playhouse, entstanden um 1605

Das historisch überlieferte Vertragswerk über die Errichtung des Fortune Theatre enthält zwar für die Zimmermänner exakte Angaben über das Bauvorhaben, wobei jedoch durchgängig auf die Bauverhältnisse des ein Jahr zuvor fertiggestellten Globe Theatre Bezug genommen wird, ohne sie im Einzelnen genauer zu beschreiben, so dass aus heutiger Sicht zahlreiche Unklarheiten bestehen. Den einheimischen Londonern hingegen war der Theaterbetrieb und die Architektur des Globe wohlvertraut; eingehendere Beschreibungen erübrigten sich daher in dem Kontrakt, zumal auch der Neuaufbau des Globe 1599 unter Leitung Streets stand.
Von 1600 bis 1621 agierte hier Alleyns Schauspieltruppe The Admiral’s Men, später umbenannt in Prince Henry’s Men bzw. Elector Palatine’s Men, welche die Hauptrivalen der Shakespeareschen Theatergruppe Lord Chamberlain’s Men waren.
Die Bühne entsprach zwar derjenigen des Globe Theatre, die äußere Form des Hauses war dagegen im Unterschied zu allen anderen öffentlichen Bühnen – möglicherweise dem Vorbild der privaten Theater entsprechend – quadratisch statt rund. Der Kontrakt von 1600 zwischen Alleyn und Henslowe liefert nicht nur Aufschluss über den Bau des Fortune Theatre, sondern ist darüber hinaus eine der wesentlichen dokumentierten Informationsquellen über die Größe, Bauweise und Zuschauerkapazität der großen Volksbühnen des elisabethanischen Theaters insgesamt.
Das Außenmaß des Fortune Theatres mit seinen drei Zuschauergalerien betrug knapp 25 Meter (etwa 80 Fuß) in der Breite, der des Hofes („Yard“), des sogenannten Pits, etwa 17 Meter (55 Fuß). In diesen Hof ragte die 43 Fuß breite und 27,5 Fuß tiefe, d. h. etwa 13 × 8,5 bis 9 Meter messende Plattformbühne („Apron Stage“) hinein. Um den offenen Innenhof herum zogen sich dreistöckige überdachte Galerien, die vom Hof aus und durch eigene Eingänge von außen betreten werden konnten. Das Theater bot etwa 2340 Menschen Platz.
Am 9. Dezember 1621 brannte das Fortune Theatre ab. Es wurde im März 1623 wiedereröffnet und nach dem Verbot öffentlicher Aufführungen und der Schließung der Volkstheater 1642 durch den puritanischen Londoner Magistrat nur noch gelegentlich für heimliche Aufführungen genutzt. Nach der Rückkehr von Charles II wurde das ehemalige Fortune Theatre abgerissen, um Raum für den Bau von 23 Häusern zu schaffen.
Eine Rekonstruktion des Fortune Theaters als Modell wurde auf der Deutschen Theaterausstellung 1927 in Magdeburg gezeigt.